# سيدجويك (كولورادو)
سيدجويك (بالإنجليزية: Sedgwick, Colorado)‏ هي بلدة تقع في مقاطعة سيدغويك، كولورادو بولاية كولورادو في الولايات المتحدة. تبلغ مساحتها 0.9 (كم²)، وترتفع عن سطح البحر 1093 م، بلغ عدد سكانها 191 نسمة في عام 2000 حسب إحصاء مكتب تعداد الولايات المتحدة وتصل الكثافة السكانية فيها 212.2 نسمة/كم2.

## وصلات خارجية
- The US50 - Cities and Towns in Colorado State
- Colorado Cities and Towns, Facts, Map, Flag, Colleges, Government, and More